# Borj Louzir
Borj Louzir (arabe : برج الوزير), parfois transcrit Borj El Ouazir ou Borj El Wazir, est une ville tunisienne dépendant de la municipalité de La Soukra (arrondissement de Borj Louzir), dans le gouvernorat de l'Ariana.

## Géographie
La ville est entourée par la Cité Ennozha à l'Ariana (ouest), Chotrana (est), Jaafer et la Cité La Gazelle à Raoued (nord), ainsi que la Charguia II (sud). Elle se trouve à proximité immédiate de l'aéroport international de Tunis-Carthage et à sept kilomètres du centre de Tunis.
Le code postal est 2073.